# مطار بدون برج

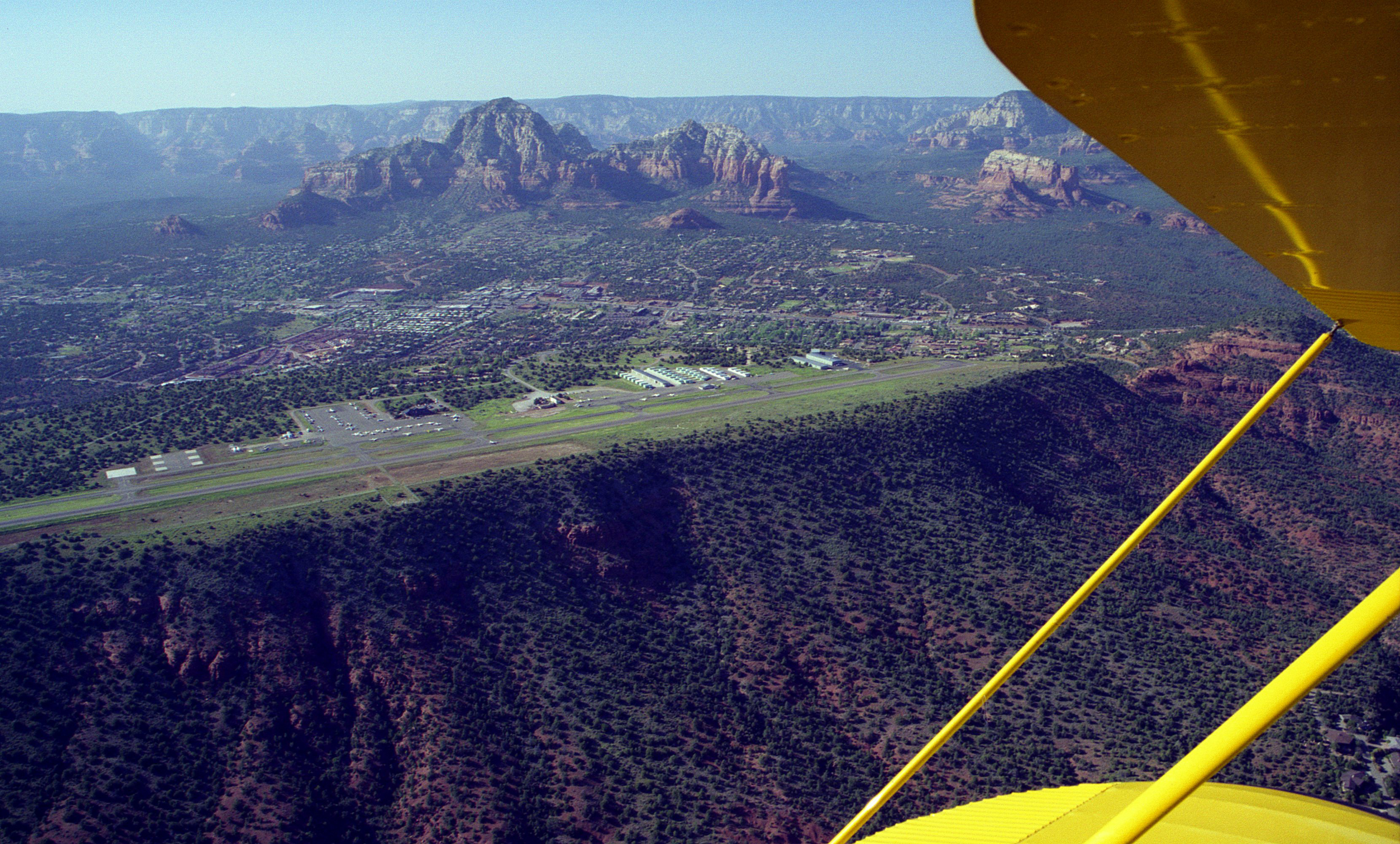
مطار سيدونا، في وادي فيردي في ولاية أريزونا، هو واحد من العديد من المطارات التي تعمل بدون برج مراقبة.

في مجال الطيران، مطار بدون برج هو مطار بدون برج مراقبة أو وحدة مراقبة حركة جوية (ATC). الغالبية العظمى من مطارات العالم ليست بها أبراج. في الولايات المتحدة، يوجد ما يقرب من 20000 مطار بدون برج مقارنة بحوالي 500 مطار بها أبراج تحكم. المطارات التي بها برج مراقبة ولكن بدون توفر خدمة مراقبة حركة جوية على مدار الساعة طوال أيام الأسبوع تتبع نفس إجراءات المطارات إلتى لا يوجد بها برج عندما يكون البرج مغلقًا ولكن المطار مفتوحًا، على سبيل المثال في الليل.

## التشغيل
في المطارات بدون أبراج، بدلاً من تلقي تعليمات من مراقب الحركة الجوية، يتبع طيارو الطائرات العمليات وإجراءات الاتصالات الموصى بها للعمل في مطار بدون برج مراقبة. تختلف الإجراءات الدقيقة من بلد إلى آخر، ولكنها قد تشمل إجراءات الوصول والمغادرة القياسية، بالإضافة إلى مصطلحات الاتصالات الشائعة عن طريق الإرسال اللاسلكي عبر تردد مشترك. على سبيل المثال، يوصى باستخدام تردد استشاري مشترك لحركة المرور للاتصالات اللاسلكية ويتم استخدامه في الولايات المتحدة وكندا ونيوزيلندا وأستراليا.
قد تقع المطارات بدون أبراج داخل المجال الجوي المتحكم فيه أو تحته. في هذه الحالة، تتطلب بعض أو كل الطائرات القادمة والمغادرة تصاريح من وحدة التحكم في الحركة الجوية عن بعد، مثل التحكم في المحطة أو المركز، على الرغم من عدم وجود برج تحكم يدير عمليات الهبوط والإقلاع. قد يكون الطيارون قادرين على الحصول على تلك التصاريح عن طريق الراديو أو الهاتف أو من خلال شركة إرسال أو محطة خدمة طيران محلية؛ في بعض الحالات، تقلع الطائرات المغادرة (IFR أو VFR) وتستوي أسفل أرضية المجال الجوي المتحكم فيه، ثم الراديو للتخليص قبل التسلق أكثر. تقوم بعض البلدان بإنشاء ممرات (VFR)  منخفضة الارتفاع للمطارات غير الأبراج في المناطق الحضرية الكبيرة بحيث يمكن للقادمين والمغادرين (VFR) تجنب المجال الجوي الخاضع للرقابة تمامًا.

نمط حركة المرور في المطارات الأمريكية القياسية. (Fig. 4-3-2 from FAA AIM)

### MTAF
تستخدم بعض البلدان، مثل كندا والنرويج، مطارات التردد الإلزامي (MF) أو المطارات الاستشارية الإلزامية لحركة المرور (MTAF)، والتي تعمل مثل المطارات الأبراج في بعض النواحي: لا يزال مشغلو الراديو (عادةً ما تكون محطة خدمة طيران) يصدرون التحذيرات فقط، ولكن يُطلب من الطائرات إجراء اتصال لاسلكي بالمحطة الأرضية قبل تشغيلها في منطقة التحكم بالمطار.

### يونيكوم
العديد من المطارات غير البرجية لديها عمليات لاسلكية على الأرض مثل يونيكوم لمساعدة الطائرات في الوصول أو المغادرة أو المناورة على الأرض. لا يتمتع مشغلو الراديو هؤلاء، مثل مشغلي القاعدة الثابتة، بأي سلطة لإعطاء تصاريح الطائرات أو التعليمات، ولكن يمكنهم إصدار إرشادات لإعلامهم بأحوال الطقس، وظروف المدرج، وحركة المرور، وغيرها من المخاوف.

### أبراج مؤقتة
برج مراقبة حركة المرور في المطارات المتنقلة (MATCT) هو برج مؤقت في منطقة مع زيادة فورية في كثافة الحركة الجوية. قد يكون هذا بسبب عمليات إخماد حرائق الغابات التي تنفذ عمليات مكافحة الحرائق الجوية.
بالنسبة للمناسبات الخاصة مثل ("Fly-in")، قد تعمل الأبراج المؤقتة لعدة أيام فقط من كل عام في الحقول التي تكون بخلاف ذلك غير شاهقة. قد تعمل الأبراج المؤقتة من مبنى مطار حالي أو عربة سكن متنقلة أو حتى مجرد كرسي (مع جهاز إرسال ومناظير محمولة).

## المعايير
عندما يصبح حجم حركة المرور في المطار مرتفعًا جدًا لإجراء عمليات آمنة وفعالة، أو عندما يصبح مزيج أنواع الطائرات والسرعات كبيرًا جدًا، يمكن اعتبار المطار كبرج. ومع ذلك، من الضروري أيضًا إيجاد المال لبناء مبنى ودفع رواتب المراقبين؛ في بعض الحالات، قد تمنع لوائح الطيران أو المعارضة المحلية إنشاء الوحدة.

## مخاطرة
تنشأ المخاطر عن عدم استخدام أجهزة الراديو للإبلاغ عن المواقف والنوايا عند العمل داخل المجال الجوي، مما قد يؤدي إلى تصادم الطائرات غير المدركة لبعضها البعض. في عام 1996، اصطدمت إحدى طائرات يونايتد إكسبريس الرحلة 5925 القادمة بطائرة كينغ إير، والتي فشلت في الإبلاغ عن نيتها في الإقلاع بتردد استشاري مشترك لحركة المرور في مطار كوينسي غير المُبرج في إلينوي. يفشل بعض الطيارين في استخدام المدرج الصحيح في المطارات غير المُبرجة.